# Streepborstsluiptimalia
De streepborstsluiptimalia (Napothera epilepidota) is een kleine zangvogelsoort uit de bergbossen in Zuidoost-Azië.

## Kenmerken
De vogel is 11 cm lang, klein en gedrongen en overwegend bruin gekleurd. De vogel lijkt sterk op de bergsluiptimalia, maar is kleiner en de lichte wenkbrauwstreep is duidelijker en langer.

## Verspreiding en leefgebied
De streepborstsluiptimalia komt voor tussen de oostelijke uitlopers van de Himalaya, Indochina, het schiereiland Malakka en de Grote Soenda-eilanden. Het leefgebied is montaan bos. Er bestaat overlap met het leefgebied van de bergsluiptimalia, maar gemiddeld zit de streepborstsluiptimalia op geringere hoogste. In beschermde gebieden is de vogel nog algemeen voorkomend.
De soort telt 14 ondersoorten:
- N. e. guttaticollis: oostelijk Bhutan en noordelijk Assam.
- N. e. roberti: zuidelijk Assam en noordwestelijk Myanmar.
- N. e. bakeri: oostelijk Myanmar.
- N. e. davisoni: zuidelijk Myanmar, noordelijk en westelijk Thailand.
- N. e. amyae: zuidoostelijk Yunnan en noordelijk Indochina.
- N. e. laotiana: zuidoostelijk Yunnan aangrenzend Laos
- N. e. delacouri: het oostelijke deel van Centraal-Guangxi.
- N. e. hainana: Hainan.
- N. e. clara: centraal en het zuidelijke deel van Centraal-Vietnam.
- N. e. granti: Malakka.
- N. e. diluta: noordelijk en westelijk Sumatra.
- N. e. lucilleae: montaan Sumatra (900-1100 m)
- N. e. epilepidota: Java.
- N. e. exsul: Borneo.

## Status
De streepborstsluiptimalia heeft een zeer groot maar versnipperd verspreidingsgebied en daardoor is de kans op de status kwetsbaar (voor uitsterven) gering. De grootte van de populatie is niet gekwantificeerd, maar het leefgebied wordt door ontbossingen aangetast en daardoor gaat het aantal achteruit. Echter, het tempo ligt onder de 30% in tien jaar (minder dan 3,5% per jaar). Om deze redenen staat deze sluiptimalia als niet bedreigd op de Rode Lijst van de IUCN.